# Plaza de España metróállomás
Plaza de España metróállomás Spanyolország fővárosában, Madridban.

## Metróvonalak
Az állomást az alábbi metróvonalak érintik:
- 3-as metróvonal
- 10-es metróvonal

## Kapcsolódó állomások
A metróállomáshoz az alábbi állomások vannak a legközelebb:
- Ventura Rodríguez (Moncloa, 3-as metróvonal)
- Callao (Villaverde Alto, 3-as metróvonal)
- Tribunal (Hospital Infanta Sofía, 10-es metróvonal)
- Príncipe Pío (Puerta del Sur, 10-es metróvonal)